# Euproctis nigrosquamosa
Euproctis nigrosquamosa är en fjärilsart som beskrevs av Bethune-Baker 1911. Euproctis nigrosquamosa ingår i släktet Euproctis och familjen tofsspinnare. Inga underarter finns listade i Catalogue of Life.